# Sondernaturschutzgebiet der Bessa

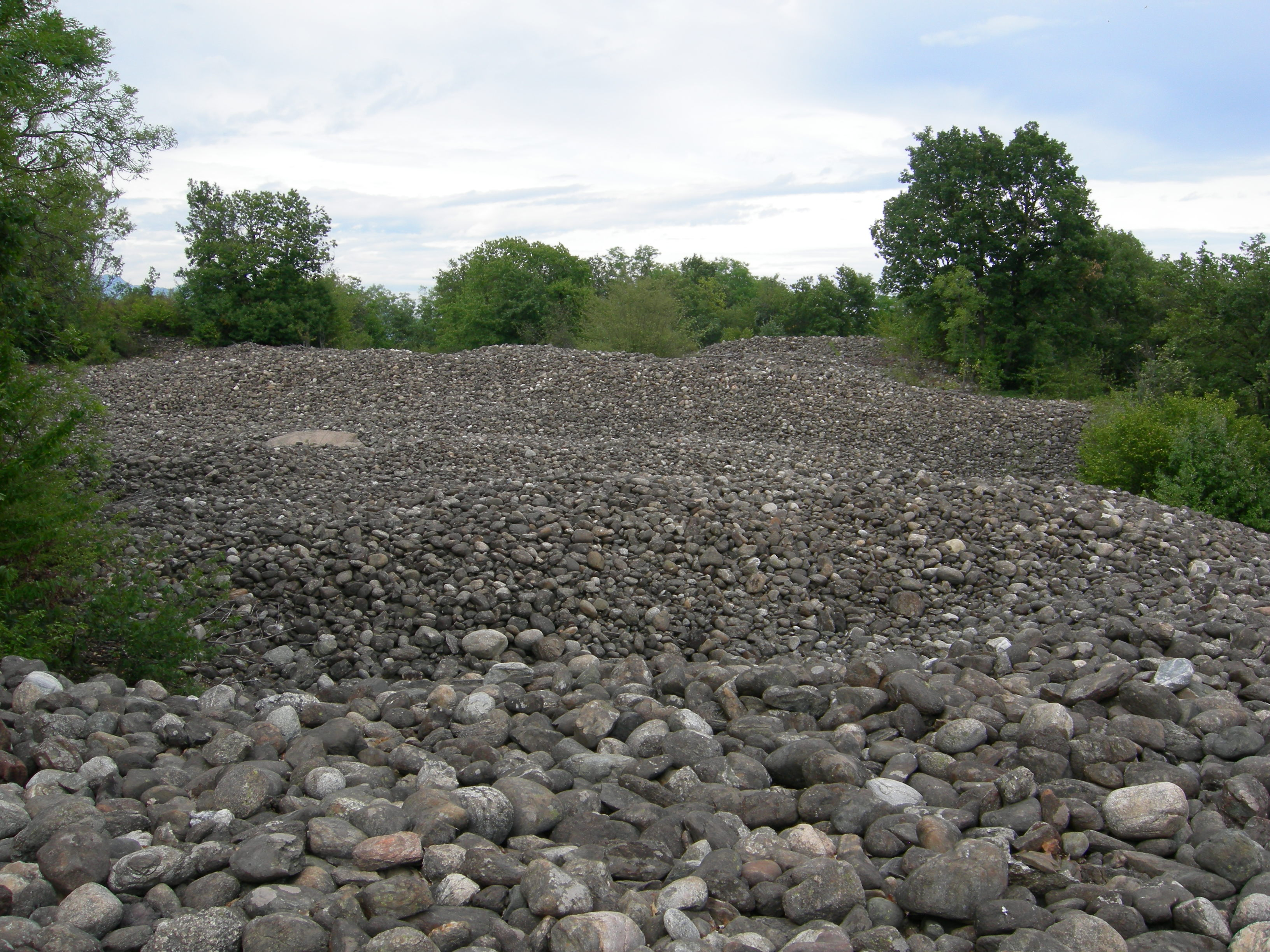
Die Bessa

Das 1985 eingerichtete Sondernaturschutzgebiet der Bessa liegt im nördlichen Piemont am Ausgang des Aostatals und an den Südhängen der Bielleser Alpen in der Provinz Biella.
Es gehört zum Naturreservat Riserva naturale orientata delle Baragge und erstreckt sich über 7,5 km².

## Geographie und Geologie
Das Schutzgebiet wird im Norden durch die Reste einer Moräne aus dem Altpleistozän und von den aus dem Quartär stammenden Schwemmgebieten des Wildbachs Elvo begrenzt, im Süden durch eine Moräne aus derselben Eiszeitphase sowie durch das Tal des Wildbachs Olobbia.
Die Bessa präsentiert sich heute als Hochebene, die sich auf der Verlängerung des Tals der Viona, eines Wildbachs, mit einer Länge von 8 km in Nordwest-Südost-Richtung erstreckt. Sie ist 800 m bis 1,7 km breit und fällt von einer Höhe von ca. 450 m im Nordwesten auf eine Höhe von ca. 300 m im Südosten ab.
Die Goldlagerstätte der Bessa bildete sich durch die von Wasserläufen hervorgerufene Erosion und die Neusedimentation der goldhaltigen Moränenablagerungen, die durch die Ausweitung der Gletscher im Aostatal herbeitransportiert wurden, ein Vorgang, dessen Beginn eine Million Jahre zurückliegt. Gleichzeitig wurden die großen Findlinge, die heute zu Hunderten im Park liegen, vom Geröll befreit.

## Geschichte
Die im Bereich des Bergwerks gefundenen archäologischen Reste lassen sich ins 2. bis 1. Jahrhundert v. Chr. datieren und weisen auch noch ältere Spuren auf. Dabei handelt es sich hauptsächlich um Findlinge mit Felsbildern. Der Bereich besteht aus zwei Terrassen fluvioglazialen Ursprungs, die auf der oberen Terrasse mit Kieseln und auf der unteren mit Sand und Kies bedeckt sind, die vom Auswaschen zur Gewinnung des Metalls übriggeblieben sind.
Auf zahlreichen Findlingen im Gebiet des Parks finden sich Felsbilder, vorwiegend in Form von Schälchen, die einen intensiven urgeschichtlichen Verkehr in diesem Gebiet bezeugen. Ab dem 5. bis 4. Jahrhundert v. Chr. wurde das Gebiet von den Salassern kontrolliert.
Zwischen 143 und 140 v. Chr. wurde es unter Appius Claudius von den römischen Legionen erobert und die Goldgewinnung den Publicani, den Unternehmern jener Zeit, anvertraut, die für die Arbeiten bis zu 5000 Männer gleichzeitig einsetzten.
Wie lange die Ausbeutung betrieben wurde, ist unbekannt, aber vom Historiker Strabon wissen wir, dass die Goldgruben in der zweiten Hälfte des 1. Jahrhunderts v. Chr. bereits aufgegeben (oder noch wahrscheinlicher erschöpft) worden waren, und dass das römische Gold damals großteils aus Iberien und Gallien stammte.